# Фрейндлих, Алиса Бруновна
Али́са Бру́новна Фре́йндлих (род. 8 декабря 1934, Ленинград) — советская и российская актриса театра и кино, певица; народная артистка СССР (1981), лауреат трёх Государственных премий Российской Федерации (1996, 2001, 2008), Государственной премии РСФСР имени К. С. Станиславского (1976) и премии Правительства Российской Федерации (2010). Полный кавалер ордена «За заслуги перед Отечеством».
С 1983 года — одна из ведущих актрис Российского государственного академического Большого драматического театра имени Г. А. Товстоногова.
Фильмы с её участием вошли в «золотой фонд» отечественного кинематографа. Наиболее известна по картинам «Соломенная шляпка» (1974), «Агония» (1974), «Служебный роман» (1977), «Д’Артаньян и три мушкетёра» (1978), «Сталкер» (1979), «Опасный возраст» (1981), «Жестокий романс» (1984), циклу фильмов «Женская логика» и фильму «Полторы комнаты, или Сентиментальное путешествие на родину» (2009).

## Биография

### Рождение и первые годы жизни

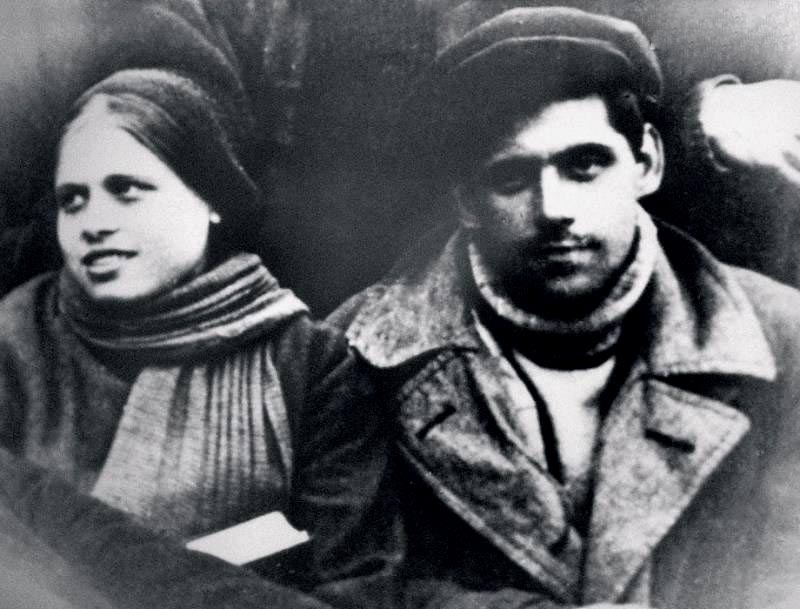
Мать — Ксения Фёдоровна, и отец — Бруно Артурович

Ещё помню, когда папа приходил с репетиции, обязательно ложился днём поспать. Для него дневной сон был как «Отче наш», для того, чтобы создать себе после утренней репетиции перед вечерним спектаклем иллюзию нового дня. Папа и мне эту необходимость передал. И вот однажды он прилёг и оставил меня совершенно одну — бабушка чем-то занималась, мама ушла на работу. Я долго ходила вокруг него кругами, не давая заснуть. И когда он, наконец, задремал, карандашом ткнула ему в глаз. Хотела таким садистским образом разбудить его. Была за это выпорота и поставлена за печку в угол. Помню, будто это было вчера.
Мать Ксения Фёдоровна Фрейндлих, в молодости проживала в Пскове, где участвовала в художественной самодеятельности. Вскоре она переехала в Ленинград, где на драматических курсах Театра рабочей молодёжи познакомилась с актёром немецкого происхождения Бруно Фрейндлихом (1909—2002). Его матерью была немка Шарлотта Фридриховна Зейтц, отцом — Артур Иванович Фрейндлих. И Зейтцы, и Фрейндлихи окончательно переехали в Россию из Германии ещё в XVIII веке, создав династии стеклодувов. Прапрапрадед актрисы по линии матери отца был родом из Мекленбург-Шверина.

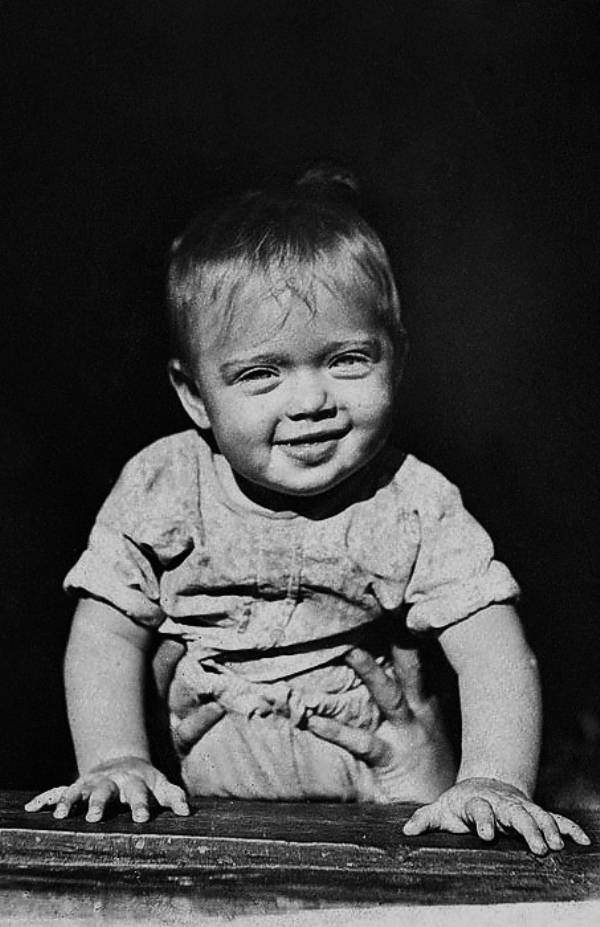
Маленькая Алиса

Артур Фрейндлих пытался продолжить семейное дело, однако его карьера мастера стекла не состоялась — у его второго сына, брата Бруно, были крайне слабые лёгкие. Вскоре он устроился на работу в обувной магазин Вейса, который тогда поставлял обувь Императорскому двору. Недолго проработав там, он решил открыть собственное дело: закупил необходимое оборудование, снял помещение возле Мойки и заказал вывеску «Изящная обувь Фрейндлиха». Но в 1917 году Артур Фрейндлих скоропостижно скончался.
Алиса Фрейндлих родилась 8 декабря 1934 года в доме на Исаакиевской площади в Ленинграде. Как признавалась позже Фрейндлих, мама хотела, чтобы дочь носила другое имя — Наташа. На «Алисе» настояли отец и бабушка, заявившие, что «Наталья Бруновна Фрейндлих» — странная каша. В графе «национальность», по настоянию матери, значилось «русская». Вскоре после рождения девочки семья переехала в коммунальную квартиру дома 1/64, что в переулке Гривцова, где из окон открывался вид на Исаакиевский собор, а неподалёку от дома располагался памятник «Медный всадник».
Ещё в детстве Фрейндлих стала проявлять артистические способности. В три года она попала на дипломные спектакли сестры матери и её мужа, которые тогда заканчивали консерваторию. Несколько дней после этого девочка напевала мелодии из оперы и сама с собой играла в «театр», тайком от взрослых надевая мамины платья.
Незадолго до начала войны родители Фрейндлих расстались. Отец с актёрами своего театра уехал на гастроли в Ташкент, а девочка осталась жить с матерью. Бруно Фрейндлих покинул Ленинград ещё до того, как из Ленинграда начали выселять немцев. По воспоминаниям Алисы Фрейндлих, «бабушка, тётушка, мои двоюродные братья и сёстры — всем им пришлось уехать из Ленинграда»; «папин брат с женой были арестованы — много позже мы узнали, что их расстреляли».

### Великая Отечественная война и блокада Ленинграда

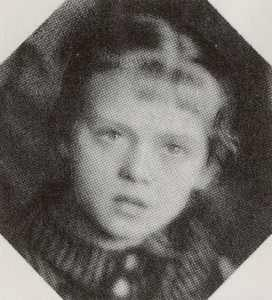
Школьница

В 1941 году Алиса Фрейндлих пошла в первый класс школы № 239 (ныне физико-математический лицей № 239). Заведение находилось прямо в центре города — районе, который подвергался самым массированным обстрелам. Через несколько дней после этого началась блокада Ленинграда. Из-за тяжёлых условий учёбы как таковой не было: учительница говорила не по теме урока, а обо всём, что тогда было нужно блокадникам. Фрейндлих вспоминала:
Главное впечатление моего детства — война, блокада. Хорошо помню, как напряжённо смотрела на часы: когда же стрелка наконец дойдёт до нужного деления и можно будет съесть крохотную дольку от пайки хлеба? Такой жёсткий режим устроила нам бабушка — и потому мы выжили. Да, блокадники были очень сосредоточены на себе, и эта созерцательность своего внутреннего состояния и дала нам возможность, во-первых — выжить, во-вторых — всё, всё запомнить. Может быть, когда-нибудь напишу об этом… Вместе с трудным, с очень страшным, в моих детских впечатлениях из тех дней осталось и острое ощущение того, что у нас, блокадников, была особая потребность в улыбке — видимо, в этом заключалась и какая-то психотерапия, какая-то даже физическая защита…
Бабушка выдавала совсем маленькую часть от буханки хлеба по часам, а остальное прятала. Здоровье девочки и её матери было крайне слабым и нестабильным не только в физическом отношении, но и в психологическом: ребёнок с немецкими корнями ужасно себя чувствовал в обществе тех, кто немцев презирает.
Во время войны мать работала бухгалтером, а после её окончания переехала вместе с дочерью в Таллин на три года.
В 2014 году, Алиса Фрейндлих сыграла одну из главных ролей в мини-сериале «Линия Марты», посвящённом событиям блокадного Ленинграда.

### Послевоенное детство и поступление в институт
В столице Эстонии Алиса Фрейндлих училась в третьем, четвёртом и пятом классах средней школы. Ей не удалось и здесь закончить обучение — в 1948 году они с матерью вернулись в Ленинград, где девочка снова поступила в школу № 239. В город вернулся и Бруно Фрейндлих, привёзший с собой свою новую семью — жену и дочь Ирину. Мать была не против встреч Алисы Фрейндлих с отцом, но этому категорически противилась его новая супруга. Ирина Фрейндлих долгие годы не догадывалась о существовании своей единокровной сестры.
В школе № 239 Алиса Фрейндлих попала в театральный кружок, которым руководила Мария Призван-Соколова — именитая советская актриса. Ей Фрейндлих сразу же понравилась, она смогла разглядеть в ней будущую «звезду». Всё свободное время Фрейндлих проводила у преподавательницы. Именно Призван-Соколова обучила Фрейндлих азам актёрского мастерства.
Окончив школу в 1953 году, Алиса Фрейндлих уже точно знала, что станет актрисой, только не могла решить, какой именно: музыкальной или драматической. Выбор в пользу второго варианта помог сделать отец, отговоривший Фрейндлих от оперной сцены: «Ты же кроха, а там фактура нужна», хотя у девушки был сильный голос — высокое меццо-сопрано.
Вскоре Фрейндлих подала документы в Ленинградский театральный институт имени А. Н. Островского. Поступать ей помогали Мария Призван-Соколова и её муж Павел Вейсбрём, каждый вечер ожидавшие девушку у себя дома. Фрейндлих успешно сдала вступительные экзамены, прочитав отрывок из поэмы Николая Гоголя «Мёртвые души» и исполнив романс «Не брани меня, родная». Комиссии выступление Фрейндлих понравилось, и в 1953 году Алиса была принята на курс Бориса Зона.

### Окончание института, первые роли в кино и работа в Театре имени Комиссаржевской

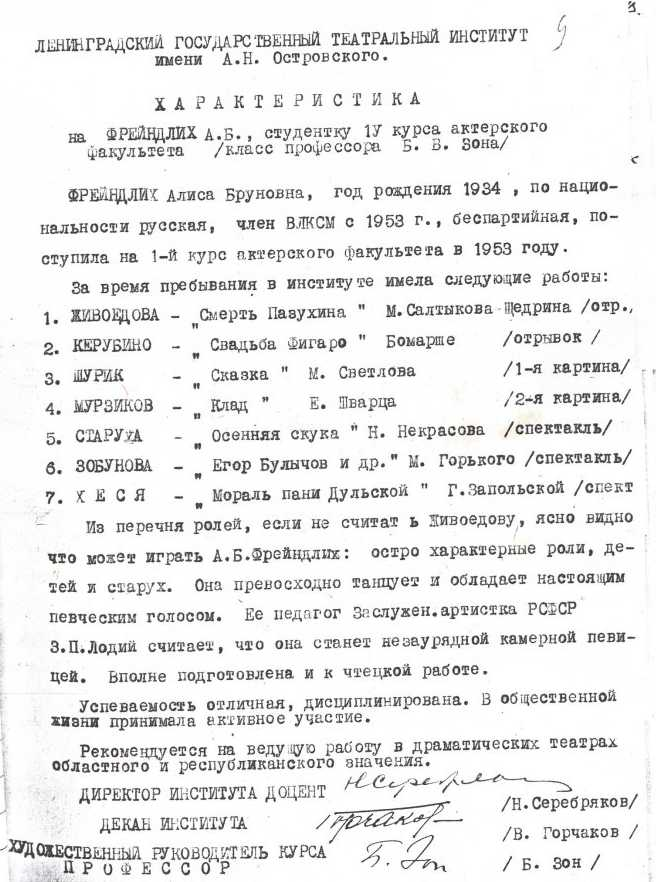
Характеристика, выданная Алисе Фрейндлих перед окончанием института

До Фрейндлих Зон воспитал немало признанных мастеров советского театра и кино. За время обучения в институте Фрейндлих удостоилась множества благодарностей и наград, в том числе и грамоты за образцовую учёбу. Но обучение не было безоблачным. Встал даже вопрос об отчислении. Зон вступился: «Если кто-то посмеет коснуться моих студентов — я тут же ухожу из института». Фрейндлих вспоминала: «Выпускал меня как травести и острохарактерную актрису. Но никогда даже в голову ему не приходило, что я могла бы играть Джульетту, что мне можно доверить драматические или лирико-драматические роли».
В 1955 году Фрейндлих исполнила эпизодические роли в фильмах «Неоконченная повесть» и «Таланты и поклонники». Тогда же она вышла замуж за одного из своих однокурсников — Владимира Карасёва. Брак продержался недолго — уже после выпуска из института пара разошлась.
Перед самым выпуском Борис Зон подарил Фрейндлих своё фото, написав на обороте: «Милая Алиса! Вы не смеете оставить втуне ни одну из Ваших склонностей: играть, читать, петь, танцевать. Только в таком случае Вы всюду поспеете и будете счастливы». Он же подписал характеристику, выданную актрисе, подытожив, что Фрейндлих рекомендована на ведущую работу в драматических театрах областного и республиканского значения (см. фото). Дипломный спектакль «Мораль пани Дульской», в котором Фрейндлих сыграла главную роль, помог ей попасть в труппу Ленинградского драматического театра имени В. Ф. Комиссаржевской. Шёл 1957 год.
Фрейндлих говорила: «О работе в театре имени Комиссаржевской я вспоминаю с большим удовольствием. Я прошла там хорошую школу, очень хорошую. Я там не была премьершей. Там блистала превосходная актриса Эмма Попова. А мне доставались лишь те роли, от которых отказалась Попова (или, как говорят в театре, которые упали со стола Поповой). Я рыдала и переживала страшно, что мне не удалось сыграть Дороти в „Пятой колонне“ Э. Хемингуэя». Однако даже до таких ролей Алиса Бруновна начинала с самого малого — перевоплощения в мальчиков и хулиганов.
Всего за время работы в театре Фрейндлих сыграла более десяти ролей; к этому времени относится её работы в фильмах «Город зажигает огни» и «Повесть о молодожёнах». В конце 1950-х годов она познакомилась с театральным режиссёром Игорем Владимировым, который был приглашён поставить в Театре имени В. Ф. Комиссаржевской спектакль «Время любить». Эта встреча запомнилась Алисе Бруновне, и в 1961 году, когда Владимиров возглавил Ленинградский академический театр имени Ленсовета, она перешла туда.

### Театр имени Ленсовета и творческий союз с Игорем Владимировым
Тогда же Фрейндлих впервые встретила кинорежиссёра Эльдара Рязанова, который вёл подготовку к съёмкам комедии «Гусарская баллада». По признанию Рязанова, Фрейндлих сыграла пробы просто блестяще, но в актрисе было чрезвычайно много женственности, а героиня фильма, как известно, изображала мужчину. В итоге на роль утвердили Ларису Голубкину.
Игорь Петрович был старше меня на шестнадцать лет, и я стала его третьей женой. Когда мы встретились, я была абсолютно белым листом во всех житейских отношениях. Как актриса-то уже сформирована, много играла, будь я незаметным пятнышком, он меня не позвал бы в театр. Он был большой умница, с потрясающим чувством юмора. Мне было интересно — я жадно, как губка, впитывала всё, что он знал, умел, мог, чем был богат. И я не боялась выходить за него замуж, потому что мне всё в нём было интересно, мне было чему у него поучиться.
В Театре имени Ленсовета, напротив, Игорь Владимиров, которому, как отмечали критики, удалось «уловить специфику таланта Фрейндлих», не просто ставил для неё спектакли, но и в выборе репертуара в целом ориентировался на индивидуальность своей главной актрисы (в 1960-х годах это были преимущественно мелодрамы). В 1979 году Алиса Фрейндлих говорила: «Игорь Петрович Владимиров — мой настоящий учитель в искусстве, заботливый и строгий педагог, мой верный друг. Всеми своими достижениями в театре я обязана только ему. Я не представляю себе актрису Фрейндлих без режиссёра Владимирова. Мне даже страшно об этом подумать. Смогу ли я теперь работать в другом театре? Не знаю». Привязанность к Владимирову, который был старше её на 16 лет, вылилась во второй брак Фрейндлих — в начале 1960-х годов она вышла за него замуж.
Этот период стал пиком театральной карьеры Алисы Фрейндлих. Она стала первой леди театра, как позже писали газеты, и играла почти во всех спектаклях его репертуара. Одной из наиболее известных и удачных ролей того времени был Малыш из «Малыша и Карлсона». На этот спектакль с одинаковым удовольствием шли и взрослые, и дети.
В кино между тем Фрейндлих почти не приглашали. На съёмочной площадке комедии «Похождения зубного врача» (1965) Элема Климова Фрейндлих впервые столкнулась с актёром Андреем Мягковым. Позже они вместе сыграют в «Служебном романе». В 1967 году Фрейндлих снова пересеклась с Эльдаром Рязановым, написавшим тогда киноповесть «Зигзаг удачи». Роль Алевтины писалась специально для Алисы Фрейндлих. В этот раз успешной роли помешала беременность актрисы.

### Рождение дочери и первые крупные роли в кино
В следующем году[уточнить] у Алисы Фрейндлих родилась дочь Варвара. Больше всех о появлении девочки на свет мечтала мать Фрейндлих — Ксения Фёдоровна. За месяц до родов Фрейндлих с матерью отправились в дом отдыха ВТО в посёлок Комарово. Ночью 13 марта у Фрейндлих начались схватки, она сообщила об этом матери, а та вызвала две «скорых»: одну — дочке, вторую — себе.
В 1971 году мать Фрейндлих умела. Она умирала на глазах трёхлетней внучки, перенеся внезапный инсульт. Фрейндлих и Владимирова дома не было, они ушли на репетицию. За обедом женщина неожиданно упала. Девочка пыталась привести её в сознание, однако всё было бесполезно. Фрейндлих задержали в театре, прийти на помощь матери было некому. Через неделю мать Фрейндлих скончалась, не приходя в сознание.
В 1974 году Анатолий Солоницын, коллега Фрейндлих по спектаклю «Варшавская мелодия», сообщил ей, что на вечерней постановке будет присутствовать Андрей Тарковский. После спектакля Солоницын передал Фрейндлих записку от Тарковского, начинавшуюся словами: «Госпожа Фрейндлих!..». В ней режиссёр писал, что спектакль ему понравился, и он предлагает актрисе исполнить небольшую роль в его новом фильме. Фрейндлих согласилась и продолжала расспрашивать Солоницына о предстоящей картине, на что тот отнекивался, заявляя, что и сам ничего не знает. В этот раз сыграть у Тарковского у Фрейндлих не получилось — не смогла приехать на съёмки.
В том году Алисе Фрейндлих снова не удалось сыграть и у Рязанова в новой комедии «Ирония судьбы, или С лёгким паром!». Рязанов]] и Эмиль Брагинский написали одноимённую пьесу и отдали её в Театр имени Ленсовета с обязательным условием, что главную роль, Надю Шевелеву, в пьесе исполнит ведущая артистка театра Алиса Фрейндлих. Через некоторое время авторов пригласили на премьеру. В телефонном разговоре Брагинский поинтересовался тем, как в постановке играет Фрейндлих, на что ему ответили: «А она в вашей пьесе вообще не играет!» После такого Рязанов не поехал на премьеру, а в фильм по этой пьесе пригласить Фрейндлих не мог, поскольку уже была утверждена Барбара Брыльска.
Несмотря на это, в 1974 году вышло три киноленты с участием Алисы Фрейндлих: мелодрама Евгения Хринюка «Анна и Командор» (которую и называют первым большим проектом Фрейндлих), музыкальная комедия Леонида Квинихидзе «Соломенная шляпка» и историческая драма Элема Климова «Агония».

### «Служебный роман»

Образ «серой мышки» Людмилы Калугиной принёс Алисе Фрейндлих всесоюзную популярность и славу

Закончив «Иронию судьбы» Рязанов вспомнил о пьесе «Сослуживцы», написанной им вместе с Брагинским шесть лет назад. Пьеса была успешна: её поставили 134 театра в разных городах СССР. Рязанов, подумав, что главную роль — Людмилу Прокофьевну Калугину — на этот раз точно должна исполнять Алиса Фрейндлих, отправил ей пьесу и предложение сняться в его фильме. Фрейндлих согласилась, и режиссёр приступил к другим аспектам предстоящей картины.
Ключевой в фильме должна была быть роль Калугиной. Рабочим названием ленты поначалу было «Сказка о руководящей Золушке». Отметив, что Фрейндлих в театре больше раскрывается, чем в кино, Рязанов стал раздумывать о том, как не приглушить её талант. По сюжету Людмила Калугина должна была быть невзрачной «серой мышкой». Такой Фрейндлих сделали гримёры и художник по костюмам, который не смог найти нужный костюм для съёмок. Его нашла сама актриса, «излазив» всю гардеробную «Мосфильма». Фирменную походку своей героини Фрейндлих взяла от реально существующих начальниц того времени.
Фильм имел огромный успех. После премьеры к Фрейндлих даже приходили письма следующего содержания: «После вашего фильма мы сразу отправились в парикмахерскую, сделали себе такую же причёску, сшили себе такое же платье и вообще привели себя в порядок». По сей день ролКалугиной остаётся самой известной в карьере Фрейндлих, а актриса считает её одной из самых любимых. Все создатели фильма были удостоены Государственной премии РСФСР имени братьев Васильевых, кроме Алисы Фрейндлих, которая тремя годами ранее уже получила Государственную премию РСФСР (имени К. С. Станиславского) за свои театральные работы, а по положению Госпремия РСФСР дважды одному человеку не присуждалась. Сама Фрейндлих на вопрос, не обидно ли ей, отвечала так: «Нет, я настолько привыкла к каким-то ограничениям, которые были приняты в Совдепии. Мне было даже смешно».
За роль Калугиной Алиса Фрейндлих была признана лучшей актрисой года по версии журнала «Советский экран». Две песни в её исполнении — «У природы нет плохой погоды» и «Моей душе покоя нет» — сразу же стали хитами и многократно исполнялись по радио и телевидению.
В 2011 году на экранах кинотеатров появился ремейк ленты — «Служебный роман. Наше время», где роль Людмилы Калугиной исполнила Светлана Ходченкова. Фрейндлих говорила, что фильм не смотрела и смотреть не будет, так как ей «очень трудно принять и смириться с какими-то новыми открытиями в этом сюжете».

### Развод с мужем и переход в БДТ
После триумфа «Служебного романа» Алиса Бруновна сыграла одну из лучших, как отмечали критики, ролей в кино. Такой стала королева Анна в экранизации романа Александра Дюма «Три мушкетёра». Фрейндлих говорила: «Я никогда не видела живую королеву, разве что по телевизору или в прессе. Мы с режиссёром хотели сделать абсолютно земную женщину, мимо которой ничто не прошло — ни любовь, ни ревность, ни страх, ни торжество победы. Ей свойственны все эмоции и все слабости человеческие. Да, королева! Но за внешней этической сеткой скрывается живой человек, испытывающий те же чувства, что и любой другой». По словам режиссёра фильма Георгия Юнгвальд-Хилькевича, Фрейндлих отказывалась играть королеву до тех пор, пока ей не объяснили, почему Анна не побоялась подарить такую вещь, как подвески. За несколько лет до развода с Игорем Владимировым Фрейндлих воссоединилась с ним в мелодраме «Старомодная комедия». И в «Трёх мушкетёрах», и в «Старомодной комедии» Фрейндлих исполнила несколько песен.
Для поклонников кино «не для всех» Фрейндлих раскрылась в следующем проекте — «Сталкере» Андрея Тарковского. О пробе ей снова сообщил Анатолий Солоницын. Роль была небольшой, несколько сцен в самом начале фильма и монолог в конце. Монолог, как заявляла Фрейндлих, был полностью сымпровизирован. На съёмочной площадке стояла такая атмосфера, что люди общались между собой полушёпотом. В одной из сцен, где жена сталкера, которую и играет Фрейндлих, закатывает истерику по поводу того, что муж вновь уходит в Зону, актриса так перестаралась, что из-за многократных дублей чуть не потеряла сознание. Позже Фрейндлих говорила, что с такой слаженностью съёмочной группы, как у Тарковского, она сталкивалась только, когда работала у Рязанова.
В 1981 году произошло несколько ключевых событий в жизни Алисы Фрейндлих. Ей было присвоено звание «Народной артистки СССР», а вскоре после этого она рассталась с мужем Игорем Владимировым. Причиной этого Фрейндлих называла большую любовь Владимирова к женщинам и пристрастие к алкоголю. По другим данным, Владимиров подал на развод после того, как прочитал статью в газете с названием «Театр одной актрисы». Существовало также мнение, что изменившийся репертуар театра и засилье «крикливых и шумных» пьес не соответствовали дарованию Фрейндлих, которая убедительней всего исполняла камерные роли. Ещё два года проработав вместе с бывшим супругом, в 1983 году Фрейндлих покинула труппу Театра имени Ленсовета и перешла в Ленинградский академический Большой драматический театр имени М. Горького.

### БДТ и застой в кино
Незадолго до перехода в новый театр Алиса Фрейндлих познакомилась с молодым артистом Юрием Соловьём, служившим в то время актёром в театре имени Ленсовета. Однако основным его призванием были картины — Соловей был художником-самоучкой. Между ними достаточно быстро завязался роман, и Фрейндлих вышла замуж в третий раз.
Помимо работы в театре, Фрейндлих продолжала плодотворно играть и в разножанровом кино: как в драмах («Опасный возраст», «Успех»), так и мелодрамах («Будни и праздники Серафимы Глюкиной», для роли в которой похудела на семь килограммов). Однако наиболее успешной ролью Фрейндлих в кино 1980-х годов стала роль Хариты Игнатьевны Огудаловой в экранизации пьесы «Бесприданница» Александра Островского. Фрейндлих с радостью согласилась на роль у Рязанова, но худсовет не видел в роли Огудаловой Алису Фрейндлих. Рязанов спас ситуацию и настоял на кандидатуре актрисы.
В 1990 году Фрейндлих развелась и с третьим мужем. Она объяснила причину развода так: «Так как Юрий ничего не оканчивал, то у него была масса проблем, хотя он очень одарённый человек. И вот то обстоятельство, что у меня всегда было всё в порядке, а у него всегда не в порядке, очень действовало на наши отношения. Когда мы поняли, что стрессов больше, чем в состоянии выдержать организм, мы очень дружно разошлись…». После распада Советского Союза Фрейндлих почти не приглашали в кино. В 1992 и 1993 годах она вернулась к роли королевы Анны в продолжении «Трёх мушкетёров», но сиквелы должного успеха не имели. Роль писательницы Ирины Дмитриевны в картине Валерия Тодоровского «Подмосковные вечера» принесла Фрейндлих первую статуэтку премии «Ника» за лучшую женскую роль второго плана.

### Современный период
В 1999 году Игорь Владимиров, второй муж Алисы Фрейндлих, скончался после долгой болезни, а через три года не стало и отца актрисы — Бруно Фрейндлиха.
В фильме «На Верхней Масловке» (2004) Фрейндлих снялась после 10-летнего отсутствия в кино. Её партнёром на съёмочной площадке стал молодой актёр Евгений Миронов. Персонаж Фрейндлих — 87-летняя скульптор Анна Борисовна, доживающая свою жизнь в старой мастерской.
Несмотря на неоднозначное восприятие фильма кинокритиками, актёрская игра Алисы Фрейндлих высоко оценивалась журналистами и аналитиками. Обозреватель сайта film.ru Екатерина Тарханова отметила, что Фрейндлих «совершенно безупречно делает „старушечий этюд“: пластически, мимично, интонационно». Игорь Михайлов с сайта kino.ru выразил своё мнение так:
Она играет невозможность ходить, дышать, иногда говорить. В последних кадрах она играет переход в смерть. Но ключевые слова в словах «женщина за девяносто» — ЖЕНЩИНА. Она играет способность любить, очаровывать, презирать, прощать, ПЫТАТЬСЯ ПОМОЧЬ МУЖЧИНЕ БЫТЬ МУЖЧИНОЙ… Всегда, при любых испытаниях и обстоятельствах. И зритель живёт вместе с Алисой, любит вместе с Алисой, смеётся вместе с Алисой и умирает вместе с Алисой.
За подобное перевоплощение Алиса Фрейндлих стала лауреатом второй премии «Ника» за лучшую женскую роль.
Фильм «Полторы комнаты, или Сентиментальное путешествие на родину» с участием Фрейндлих победил на церемонии вручения премии «Ника». Фрейндлих досталась роль матери поэта Иосифа Бродского. По словамФрейндлих, с Бродским она знакома не была, но очень любит его стихи.
7 декабря 2009 года на сцене Большого зала Центрального дома актёра им. Яблочкиной прошла торжественная церемония вручения премии «Звезда Театрала 2009». Среди номинантов на премию «За лучшую импровизацию» Алиса Фрейндлих — Мадлен, «Уроки танго и любви»; Москалева, «Дядюшкин сон».
5 декабря 2014 года в честь юбилея Фрейндлих в Санкт-Петербурге в Музее-квартире актёров Самойловых открылась выставка, посвящённая истории её семьи «Театральные династии. Фрейндлих».
В апреле 2019 года Фрейндлих исполнила главную роль в премьере спектакля «Волнение» по пьесе Ивана Вырыпаева, которую драматург написал специально для актрисы. Новой ролью артистка отметила 35-летие своей работы в БДТ.
Совместным проектом Фрейндлих и её внука Никиты стал фильм «Родители строгого режима» (2022).
Является членом партии «Единая Россия».

## Личная жизнь
Алиса Фрейндлих трижды выходила замуж: за студента-однокурсника Владимира Карасёва (1956—1957); за театрального режиссёра и актёра Игоря Владимирова (1964—1981); за актёра и художника Юрия Соловья (1983—1990).
Во втором браке 13 марта 1968 года родилась дочь Варвара. За ней до 10 лет ухаживала няня, тоже Варвара, с которой пришлось расстаться в связи с её алкоголизмом. Из-за занятости родители не могли уделять много внимания ребёнку, и Варвара отставала в учёбе по большинству предметов. В детстве Варвара дружила со своим единокровным братом (сыном Владимирова от актрисы Зинаиды Шарко) Иваном.
После развода с Фрейндлих Владимиров оставил своей семье квартиру, а сам некоторое время жил в гостинице. Когда Варвара была подростком, Алиса Бруновна вышла замуж за Юрия Соловья. Расставшись с ним, Фрейндлих отправилась к «высоким начальникам» просить для него квартиру, потому что ему негде было жить. Вскоре после расставания с Фрейндлих Соловей женился на коллеге по театру имени Ленсовета Римме Шибаевой и переехал сначала в Израиль, а затем в Германию.
Варвара окончила Ленинградский государственный институт театра, музыки и кинематографии, снялась в нескольких полнометражных фильмах. Владимирова была замужем за политиком Сергеем Тарасовым, от которого у неё двое детей: сын Никита Владимиров и дочь Анна Тарасова. Тарасов погиб в 2009 году во время подрыва поезда «Невский экспресс», в связи с чем Фрейндлих отказалась от празднования своего 75-летнего юбилея. Внук Никита окончил школу-студии МХАТ, после чего стал кинопродюсером.
Фрейндлих неоднократно заявляла, что доброжелательно относится к президенту России Владимиру Путину. В 2009 году они вместе спустили на воду танкер «Кирилл Лавров», а тремя годами позже актриса снялась в предвыборном агитационном ролике в пользу Путина, что сразу же вызвало широкий общественный резонанс и неодобрение оппозиционеров. Спустя ещё четыре года 81-летняя актриса попыталась уточнить свою общественную позицию следующим образом: «Тут мы с вами ударяемся в политику, а это — не моё. Но я скажу… Главное — что Россией недовольны. Почему именно — дело второе. Крым — не причина, а только повод проявить это недовольство. Мы дали повод. Но мы поступили правильно: я считаю, что Крым испокон веку был наш. А то, что Хрущёв, царство ему небесное, сотворил такую белиберду, отдав Крым Украине, — он же не знал, что Советский Союз распадётся, ему это и в голову не приходило. Если б он знал, то, может, тогда бы этого и не сделал».
В 2011 году Фрейндлих перенесла операцию на кишечнике, которая была связана с последствиями многолетнего курения. По словам Фрейндлих, курить она начала в 36 лет — сразу после смерти матери.

## Театр
Театр для меня — это как будто продолжение детства. Потому что мне кажется, что сценическая игра — это прежде всего такая равная детству вера в предлагаемые обстоятельства. Потому что никто так не верит в игру и в обстоятельства, которые сам себе задаёт, как дети. Ведь нет сценического воплощения без сценического воображения. А воображение у детей такое, каким мало кто из взрослых может похвалиться
Центральное место в жизни Алисы Фрейндлих занимает театр, где она работала с 23 лет. С самого детства, наблюдая за спектаклями с участием своего отца, она знала, что станет актрисой.
Среди современных театральных режиссёров Фрейндлих нравится Роман Виктюк, с которым они вместе работали над несколькими спектаклями. Незабываемое впечатление на Алису как на зрителя произвели спектакли Георгия Товстоногова «Идиот», «Мещане» и «Варвары» в Большом драматическом, «А зори здесь тихие» Юрия Любимова в Театре на Таганке, многие спектакли Марка Захарова, но по-настоящему ошеломили актрису «Ричард III» и «Кавказский меловой круг» Роберта Стуруа.

### Театр имени Комиссаржевской: 1957—1961
Самой первой ролью Фрейндлих на профессиональной сцене была роль четырнадцатилетнего подростка Гоги в постановке «Человек с портфелем» по одноимённой пьесе Алексея Файко. До Алисы Бруновны эту же роль в Театре Революции исполняла Мария Бабанова. По сценарию мальчик постоянно говорил на французском языке, а актриса его совершенно не знала (в школе Фрейндлих учила английский), в связи с чем ей пришлось разучивать нужные фразы. Примечательно, что на роль Гоги её «благословила» сама Бабанова, с которой она столкнулась в фойе театра.
После перевоплощения в мальчика, как говорила сама Фрейндлих, была «просто целая цепь разных Оль, Маш, Вер, в общем, целая стайка девочек, довольно досадно похожих друг на друга».
Одним из спектаклей, где Фрейндлих сыграла второстепенную роль, стал «Рождены в Ленинграде» режиссёра Ильи Ольшвангера по одноимённой пьесе Ольги Берггольц. Во время постановки Фрейндлих пришлось пережить многие события блокады города. Зрителями, как вспоминала актриса Александра Дельвин, были сплошные блокадники. Премьерные показы проводились в мёртвой тишине, а под конец спектакля некоторые молча стояли, некоторые — плакали навзрыд.

### Театр имени Ленсовета: 1961—1983
Работа в театре имени Ленсовета оказалась наиболее плодотворной в жизни Алисы Фрейндлих, а её саму даже называли «первой леди театра». Среди её репертуара была Селия Пичем из «Трёхгрошовой оперы» Брехта, и Джульетта Капулетти из «Ромео и Джульетты» Шекспира, Катерина Ивановна из «Преступления и наказания» Достоевского. Актриса проработала в театре двадцать два сезона.
В 1966 году, когда Игорь Владимиров ставил «Трёхгрошовую оперу», он рассматривал на роль юной Полли именно Алису Фрейндлих, точно подходящую по возрасту. Невзирая на это, Фрейндлих сыграла старую мисс Селию Пичем, говорившую хриплым надорванным голосом.
Отдельно выделяется и Малыш из «Малыша и Карлсона», обласканный всесоюзными театральными критиками. В интервью газете «Вечерний Краснодар» Фрейндлих говорила, что роль Малыша была сыграна ею на одном дыхании, и до сих пор она считает её наиболее симпатичной в своей театральной карьере.
В 1973 году вышел фильм «Алиса Фрейндлих. Избранное», который построен как воспоминание актрисы о своих ролях в театре имени Ленсовета — «Таня», «Малыш и Карлсон, который живёт на крыше», «Укрощение строптивой», «Преступление и наказание», «Варшавская мелодия» и др.

### БДТ: с 1983
Ещё в 1979 году Фрейндлих заявляла, что совершенно не представляет себя в БДТ, без режиссёра Владимирова. Четырьмя годами позже актрисе всё-таки пришлось покинуть Театр имени Ленсовета и перейти в БДТ. В 1990-х годах её пригласили на юбилей бывшего места работы, где первую половину действия она просидела в зале, а под финал кто-то всё-таки вытащил её на сцену, которую она, заплакав, начала целовать.

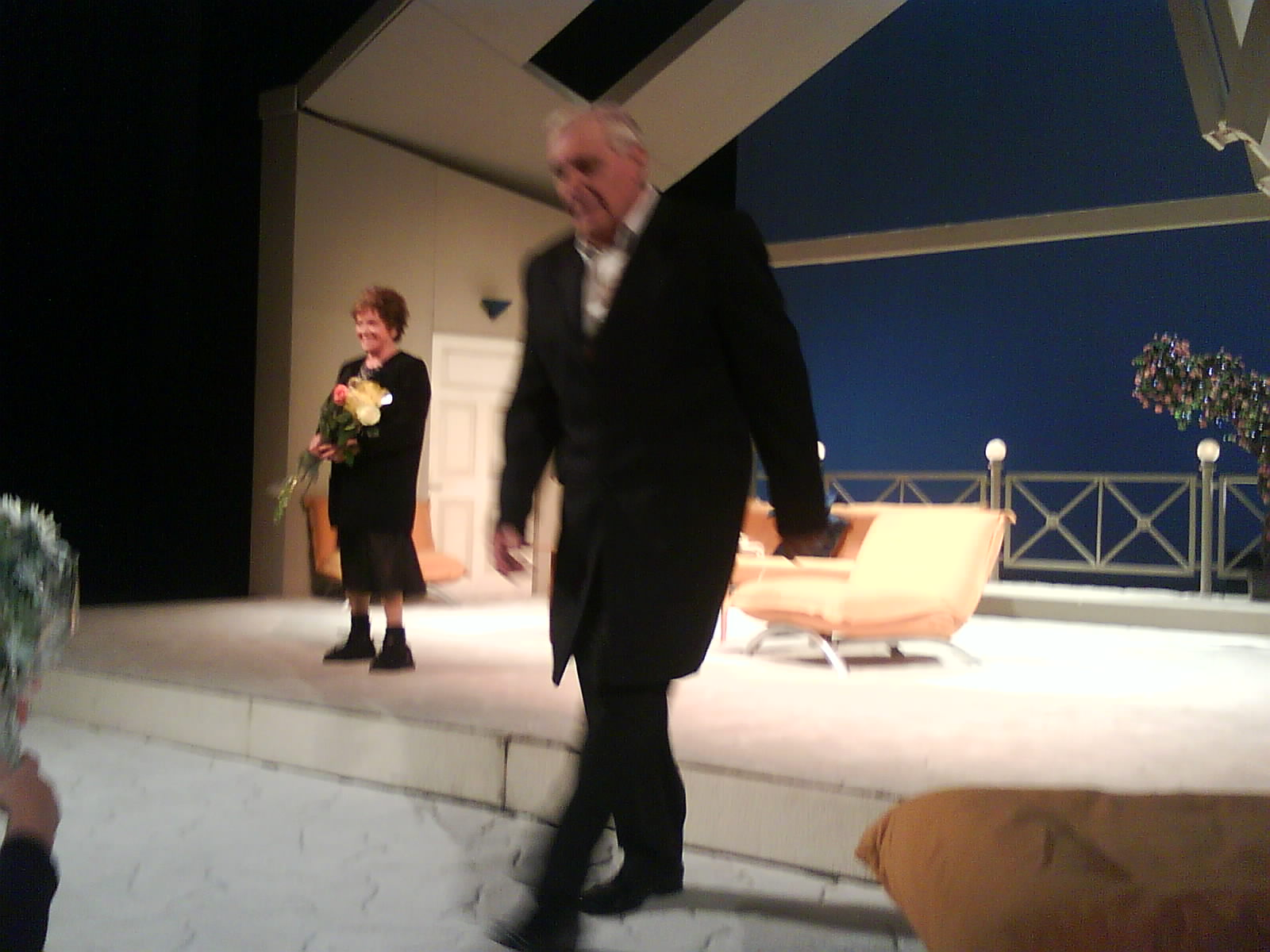
Алиса Фрейндлих (на заднем плане) и Олег Басилашвили после спектакля «Калифорнийская сюита» в БДТ (февраль 2009 года)

Войти в коллектив ей помог художественный руководитель театра Георгий Товстоногов. Сначала он предложил актрисе в качестве дебютной небольшую острохарактерную роль в опере-фарсе «Смерть Тарелкина», над которой в это время работал, но затем понял, что нужно нечто большее. Дебют Фрейндлих на сцене БДТ состоялся в 1984 году в спектакле «Киноповесть с одним антрактом» по пьесе Александра Володина «Блондинка». Товстоногов долго не мог найти в своей труппе «кипуче-деятельную блондинку» и в конце концов предложил главную роль Алисе Фрейндлих.
Одна из крупных и запоминающихся работ Алисы Фрейндлих — леди Мильфорд в «Коварстве и любви» Шиллера, при создании которого актриса впервые встретилась с режиссёром Темуром Чхеидзе.
На сцене театра произошло несколько примечательных событий в жизни Алисы Фрейндлих: она исполнила свою давнюю мечту, сыграв леди Макбет в спектакле «Макбет» Уильяма Шекспира, и объединилась со старым другом Олегом Басилашвили и дочерью Варварой Владимировой в нескольких постановках, в том числе «Лето одного года», «Уроки танго и любви», «Дядюшкин сон» и «Калифорнийская сюита».
Фрейндлих мечтала о роли булгаковской Маргариты. Жалеет о том, что слишком мало играла в постановках по Достоевскому, который является одним из её любимых авторов.
В театральном сезоне 2016—2017 Алиса Фрейндлих была занята в пяти спектаклях БДТ, в том числе — в «Алисе» Андрея Могучего.

## Состояние здоровья
В конце декабря 2020 года стало известно о госпитализации Фрейндлих с 80%-м поражением лёгких. Позже родственники уточнили, что процент поражения составляет 93 %. За две недели до этого ей диагностировали коронавирусную инфекцию, однако лечение проходило в домашних условиях. В это время самочувствие Фрейндлих ухудшилось, и она была доставленаь в реанимацию. Спустя месяц врачи отметили положительную динамику в состоянии здоровья. Фрейндлих была выписана в феврале 2021 года.

## Критика и признание
Алиса Фрейндлих — по большей части театральная актриса. Удостаивалась всевозможных эпитетов: от «выдающейся» до «великой», критики отмечали её тонкость, глубину и ум. По состоянию на 2012 год в активе Фрейндлих — 16 национальных и государственных премий, а также 5 орденов. К такому признанию актриса шла долго, играя поначалу эпизодические роли в кинофильмах и мальчиков в театральных постановках.

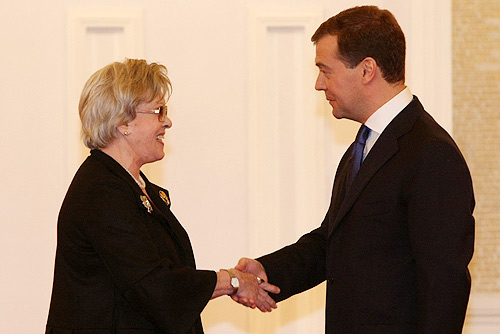
Алиса Фрейндлих и Дмитрий Медведев на вручении Государственной премии РФ, июнь 2008 года

Первое упоминание о Фрейндлих в прессе датировано 1957 годом — годом выпуска актрисы из института. В еженедельнике «Театральный Ленинград» Т. Славина отмечала, что образ Коти в спектакле «Светите, звёзды!» по пьесе И. Микитенко запомнился всем, кто видел спектакль. Удалась актрисе, по мнению критика, и предыдущая роль — Гога в «Человеке с портфелем» А. Файко. И Котя и Гога — «убедительные характеры, прочувствованные исполнительницей, в которых подкупают искренность, темперамент, мягкий юмор».
Фрейндлих прославилась в кругу ленинградских театралов уже в 1960-х годах. В кино, напротив, актрису долго не брали на крупные роли по одной простой причине: некрасивая, как считали «большие начальники». Огромным событием стало её появление в картине «Похождения зубного врача», где дурнушка превратилась в красавицу. Это явление преследовало её ещё десять лет: в начале 1970-х Фрейндлих играла Альдонсу в «Дульсинее Тобосской», а в конце десятилетия перевоплотилась в Людмилу Прокофьевну из «Служебного романа».

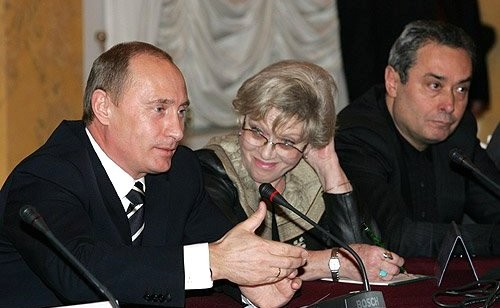
C Владимиром Путиным на встрече с российской интеллигенцией,
ноябрь 2006 года

В дипломе амплуа Алисы Фрейндлих было определено как «острохарактерное», но, как отмечает критик Е. Горфункель, её характерность всегда была своеобразной: «следы судьбы» актриса находила прежде всего в речи своих маленьких героев и взрослых героинь. Так, в спектакле «На дне» провинциальное просторечие Насти обозначило её чужеродность в ночлежке, ломаный русский Шарлотты в «Вишнёвом саде» превратился в знак отверженности, а в «Варшавской мелодии» польский акцент Гелены стал у Фрейндлих, по определению критика, настоящей «мелодией судьбы».
Перейдя в БДТ, Фрейндлих легко влилась в коллектив и нашла общий язык с его руководителем, который, по собственным словам, едва ли не с первой минуты почувствовал себя так, «будто они вместе работают лет тридцать». В 1960-х годах на сцене театра блистала Татьяна Доронина, олицетворявшая тогда женское роскошество. Её противоположностью стала Алиса Фрейндлих, «владевшая душами».
Фрейндлих обожают коллеги по сцене и съёмочной площадке. Михаил Боярский называл актрису своим учителем, а Мария Лаврова, дочь близкого друга Фрейндлих Кирилла Лаврова, призналась, что Алиса Бруновна напоминает ей Анни Жирардо: французская актриса была такой же утончённой, как Фрейндлих.
Алиса Фрейндлих, безусловно, – одна из самых выдающихся актрис России. И на редкость честный, порядочный, интеллигентный человек, каких сейчас мало. При этом она не только уникальная актриса, но и гениальная мать. Она воспитала замечательную дочь, мы с Варей вместе работали, и это действительно чудесный человек – лучше не бывает. А что такое Алиса Бруновна на сцене – страна знает и без меня. Она работает честно и красиво. Даже роль второго плана играет, как главную. Зритель это чувствует и высоко её ценит. И когда в афише стоит имя Алисы Фрейндлих, зал всегда полон, где бы мы ни выступали. Она и через много лет будет моложе всех нас, сколько бы ей там ни исполнилось.Георгий Штиль
С марта 2018 года внесена в украинскую базу «Миротворец».

## Награды и звания
Почётные звания:
- Заслуженная артистка РСФСР (1965)
- Народная артистка РСФСР (1971)
- Народная артистка СССР (1981)

Государственные премии и поощрения:
- Государственная премия РСФСР имени К. С. Станиславского (1976) — за исполнение ролей Щёголевой, Ковалёвой, Малыша в спектаклях «Человек со стороны», «Ковалёва из провинции» И. Х. Дворецкого, «Малыш и Карлсон» А. Линдгрен
- Государственная премия Российской Федерации в области литературы и искусства 1995 года (1996) — за выдающееся исполнение ролей классического репертуара[69]
- Государственная премия Российской Федерации в области литературы и искусства 2000 года (2001) — за спектакль Российского государственного академического Большого драматического театра имени Г. А. Товстоногова «Аркадия» по пьесе Т. Стоппарда[70]
- Государственная премия Российской Федерации за 2007 год (2008) — за создание художественных образов, ставших классикой отечественного театрального искусства и киноискусства[71]
- Почётная грамота Президента Российской Федерации (8 декабря 2010) — за большой вклад в развитие отечественного театрального и кинематографического искусства[72]

Ордена:
- орден Трудового Красного Знамени (1986)
- орден Дружбы (17 декабря 1994) — за заслуги перед народом, связанные с развитием российской государственности, достижениями в труде, науке, культуре, искусстве, укреплением дружбы и сотрудничества между народами[73]
- орден «За заслуги перед Отечеством» IV степени (13 февраля 2004) — за большой вклад в развитие отечественного театрального искусства[74][75]
- орден «За заслуги перед Отечеством» III степени (5 февраля 2009) — за большой вклад в развитие отечественного театрального искусства и многолетнюю плодотворную деятельность[76]
- орден Почёта (25 сентября 2014) — за большой вклад в развитие отечественной культуры и искусства, многолетнюю творческую деятельность[77][78]
- орден «За заслуги перед Отечеством» II степени (28 октября 2019) — за выдающиеся заслуги в развитии отечественной культуры и искусства, многолетнюю плодотворную деятельность[79]
- орден «За заслуги перед Отечеством» I степени (8 декабря 2024) — за большой вклад в развитие отечественной культуры и искусства, многолетнюю плодотворную деятельность[80]

Другие награды, премии, поощрения и общественное признание:
- Лучшая актриса года по версии журнала «Советский экран» (фильм «Служебный роман»)
- Награда международного драматического общества «За вклад в развитие драматического искусства, преодолевающего международные барьеры» (1989)[81]
- Премия «Ника» — за лучшую женскую роль второго плана (фильм «Подмосковные вечера», реж. Валерий Тодоровский, 1995)
- Премия «Золотой софит» — за лучшую женскую роль (спектакль «Макбет», 1995)
- Премия Правительства Санкт-Петербурга и области «За уникальный вклад в культуру Санкт-Петербурга» (1997)
- Звание «Живая легенда» (Пятая городская премия в области культуры «Люди нашего города», 2000)
- Премия «Кумир» (2000)
- Премия имени А. К. Толстого «Серебряная лира» (2000)
- Царскосельская художественная премия (2000)
- Почётный гражданин Санкт-Петербурга (2001)[82]
- Театральная премия «Золотая маска» в номинации «За честь и достоинство» (2001)
- Премия «Триумф» (2001)
- Международная премия «Наш современник» (Фонд «Международный дом „Кино плюс“», 2002)
- Звание «Солнечная актриса» (Неофициальная премия поклонников, 2002)
- РКФ «Литература и кино» в Гатчине (Приз губернатора Ленинградской области Валерия Сердюкова «За выдающийся вклад в развитие театрального искусства и кинематографии России», 2003)
- Международная премия К. С. Станиславского за вклад в развитие актёрского искусства (2004)
- Номинация на премию «Золотой софит» — за лучшую женскую роль (спектакль «Двенадцатая ночь, или как пожелаете», 2004)
- Премия газеты «Московский комсомолец» (сезон 2004—2005 гг. «ПЕРВАЯ ЛЕДИ» (за спектакль «Оскар и розовая дама»)
- Премия «Петрополь» — за уникальную актёрскую работу (спектакль «Оскар и Розовая Дама»; 2005)
- Премия «Золотой софит» (специальная премия «Актер года», 2005)
- Премия Международного театрального форума «Золотой Витязь» — за выдающийся вклад в театральное искусство (2005)
- Национальная премия общественного признания достижений женщин «Олимпия» Российской Академии бизнеса и предпринимательства[83] (2005)
- Приз КФ «Амурская осень» в Благовещенске (за лучшую женскую роль, фильм «На Верхней Масловке», 2005)
- Признана символом отечественного кино (2005)
- Премия «Ника» — за лучшую женскую роль (фильм «На Верхней Масловке», реж. Константин Худяков, 2006)
- Театральная премия «Золотая маска» за лучшую женскую роль («Оскар и Розовая Дама», Театр имени Ленсовета) (2006)
- Премия «Золотой софит» — за мастерство и совершенство (спектакль «Квартет», 2006)
- Приз «Признание» в честь 30-летия фильма «Служебный роман» КФ «Виват кино России!» в Санкт-Петербурге («За создание выдающихся образов в кинематографе», 2007)[84]
- орден Святой Екатерины II степени (за спектакль «Оскар и розовая дама», 2007)
- Международная премия святого апостола Андрея Первозванного «За Веру и Верность» (XVI церемония вручения авторитетной общественной награды, 2008): «За яркий талант и верность лучшим традициям русского драматического искусства»
- Приз «Серебряная ладья» фестиваля «Окно в Европу» в Выборге — за лучшую женскую роль (фильм «Полторы комнаты, или Сентиментальное путешествие на родину», 2009)
- Премия Правительства Российской Федерации в области культуры за 2010 год (фильм «Полторы комнаты или Сентиментальное путешествие на родину»)
- РКФ «Литература и кино» в Гатчине (Приз за лучшую женскую роль, фильм «Полторы комнаты, или Сентиментальное путешествие на родину», 2010)
- Памятная медаль «150-летие А. П. Чехова» (2010)
- Премия «Золотой софит» (Специальная премия «За творческое долголетие и уникальный вклад в театральную культуру Санкт-Петербурга», 2011)[85]
- Почётная грамота Министерства культуры Российской Федерации (2013)
- Премия «Звезда Театрала» в номинации «Легенда сцены» (2013)
- Премия «Золотой софит» в номинации «Лучшая женская роль» (спектакль «Алиса» Андрея Могучего, 2014)
- Премия имени А. А. Тарковского «За вклад в кинематограф» (2015)
- Премия «Ника» в номинации «За честь и достоинство» имени Э. А. Рязанова (2016)
- Премия «Белый слон» — за лучшую женскую роль второго плана (фильм «Большой», 2017)
- Премия Правительства Петербурга в области культуры и искусства (2018)[86]
- Премия «Золотой орёл» — за лучшую женскую роль второго плана (фильм «Карп отмороженный», 2018)
- Почётный знак «За заслуги перед Санкт-Петербургом» (2019)[87]
- Премия «Ника» — за лучшую женскую роль второго плана (фильм «Большой») (2018)
- Медаль «В память 300-летия Санкт-Петербурга»
- Почётный член Российской академии художеств[88]
- Академик Российской академии кинематографических искусств «Ника»

## Роли в театре

### Театр имени В. Ф. Комиссаржевской
- 1957 — «Человек с портфелем» А. М. Файко — Гога
- 1957 — «Светите, звезды!» И. К. Микитенко — Котька
- 1957 — «Снежная королева» Е. Л. Шварца — Герда и Кей
- 1957 — «Дон Хиль зеленые штаны» Т. де Молина — Музыкант
- 1958 — «Раскрытое окно» Э. В. Брагинского — Катя Крайнева
- 1959 — «Счастливые нищие» К. Гоцци — Мальчик
- 1959 — «Август» А. А. Галича — Настенька
- 1959 — «Дом на одной из улиц» Э. В. Брагинского — Оля
- 1959 — «Живая вода» по роману Л. М. Леонова «Русский лес» — Поля Вихрова
- 1959 — «Цимбелин» У. Шекспира — рабыня
- 1959 — «Чудо-песня» (Ёлочное представление) — Генка
- 1959 — «Шельменко-денщик» Г. Ф. Квитки-Основьяненко — Евжени
- 1960 — «Время любить» Б. С. Ласкина — Маша
- 1960 — «Дамоклов меч» Н. Хикмета — дочь бензинщика
- 1961 — «Случайные встречи» Р. В. Назарова — Вера
- 1961 — «Рождены в Ленинграде» О. Ф. Берггольц — Маша

### Санкт-Петербургский академический театр имени Ленсовета
- 1961 — «Пигмалион» Б. Шоу — Элиза Дулитл
- 1962 — «Первый встречный» Ю. Я. Принцева — Зина Капкова
- 1963 — «Женский монастырь» В. А. Дыховичного и М. Р. Слободского — Лиза Стратова
- 1963 — «Таня» А. Н. Арбузова — Таня
- 1964 — «Ромео и Джульетта» У. Шекспира — Джульетта Капулетти
- 1965 — «Мой бедный Марат» А. Н. Арбузова — Лика
- 1966 — «Щедрый вечер» В. Бланжека — Ганка
- 1966 — «Трёхгрошовая опера» Б. Брехта — миссис Селия Пичем
- 1967 — «Варшавская мелодия» Л. Г. Зорина — Гелена
- 1968 — «Последний парад» А. П. Штейна — Юля
- 1968 — «Лодка в лесу» Н. А. Хайтова — Гина
- 1969 — «Малыш и Карлсон, который живёт на крыше» по А. Линдгрен — Малыш
- 1970 — «Хождение по мукам» по трилогии А. Н. Толстого — Даша
- 1970 — «Укрощение строптивой» У. Шекспира — Катарина
- 1971 — «Человек со стороны» И. М. Дворецкого — Щеголева
- 1971 — «Преступление и наказание» по Ф. М. Достоевскому — Катерина Ивановна
- 1972 — «Двери хлопают» М. Фермо — мадам Алиса
- 1973 — «Ковалёва из провинции» И. М. Дворецкого — Елена Михайловна Ковалёва
- 1973 — «Дульсинея Тобосская» А. М. Володина — Альдонса
- 1974 — «Люди и страсти» («Уриэль Акоста» К. Гуцкова — Уриэль Акоста, «Мария Стюарт» Ф. Шиллера — Елизавета Английская, «Вдова Капет» Л. Фейхтвангера — Мария-Антуанетта, «Кавказский меловой круг» Б. Брехта — Певец)
- 1975 — «Трубадур и его друзья» В. Б. Ливанова, Ю. С. Энтина — Принцесса
- 1975 — «Нашествие» Л. М. Леонова — Алла Николаевна Таланова
- 1976 — «Интервью в Буэнос-Айресе» Г. А. Боровика — Марта
- 1977 — «Пятый десяток» А. А. Белинского — Екатерина Александровна Ёлочкина
- 1978 — «Вишнёвый сад» А. П. Чехова — Любовь Андреевна Раневская
- 1979 — «Спешите делать добро» М. М. Рощина — Филаретова
- 1980 — «Станция» Н. Хикмета — Татьяна Марковна, жена начальника станции
- 1981 — «Нечаянный свидетель» А. Н. Арбузова — Любовь Георгиевна
- 2004 — «Оскар и Розовая Дама», по новелле Э.-Э. Шмитта «Оскар, Розовая Дама»

### Большой драматический театр имени Г. А. Товстоногова
- 1984 — «Волки и овцы» А. Н. Островского; постановка Г. А. Товстоногова — Глафира (ввод)
- 1984 — «Киноповесть с одним антрактом» А. М. Володина; постановка Г. А. Товстоногова — Ирина
- 1985 — «Последний пылкий влюблённый» Н. Саймона; постановка Г. А. Товстоногова — Элейн Наваццо, Бобби Митчел, Дженет Фишер
- 1986 — «Барменша из дискотеки» по Ю. А. Андрееву; постановка В. М. Фильштинского — Ванда Кепеци
- 1987 — «На дне» М. Горького; постановка Г. А. Товстоногова — Настя
- 1988 — «Стеклянный зверинец» Т. Уильямса; постановка Н. Джексона — Аманда Уингфилд
- 1990 — «Коварство и любовь» Ф. Шиллера; постановка Т. Н. Чхеидзе — леди Мильфорд
- 1993 — «Вишнёвый сад» А. Чехова; постановка А. Я. Шапиро — Шарлотта
- 1994 — «Макбет» У. Шекспира; постановка Т. Н. Чхеидзе — леди Макбет
- 1998 — «Аркадия» Т. Стоппарда; постановка Э. Нюганена — леди Крум
- 1999 — «Калифорнийская сюита» Н. Саймона; постановка Н. Н. Пинигина — Ханна Уоррен, Диана Николс, Милли Майклз
- 2003 — «Двенадцатая ночь, или как пожелаете» У. Шекспира — шут Фесте
- 2005 — «Квартет» Р. Харвуда; постановка Н. Н. Пинигина — Джин Хортон
- 2008 — «Дядюшкин сон» Ф. М. Достоевского; постановка Т. Н. Чхеидзе — Москалёва
- 2010 — «Лето одного года» Э. Томпсона; постановка А. М. Прикотенко — Этель Тэйер
- 2013 — «Алиса», по мотивам сочинений Л. Кэрролла; постановка А. А. Могучего — Алиса[89]
- 2015 — «Война и мир Толстого, Путеводитель по роману»; постановка В. А. Рыжакова — Наталья Ильинична, сотрудник музея[90][91]
- 2019 — «Волнение» И. А. Вырыпаева — Улья Рихте

### Другие театры
- 1992 — «Старомодная комедия» А. Н. Арбузова (Санкт-Петербургский театр «Русская антреприза» имени Андрея Миронова)
- 1997 — «Осенние скрипки» И. Д. Сургучёва
- 2009 — «Уроки танго и любви» В. В. Аслановой — Мадлен Вердюрен
- «Вишнёвый сад» А. Чехова (Театр «Современник») — Раневская
- «Гори, гори, моя звезда» (моноспектакль по произведения поэтов серебряного века: М. Цветаева, А. Ахматова, О. Мандельштам, Н. Гумилёв)

## Фильмография
| \| Год \| \| Название \| Роль \| \| --------- \| --- \| ---------------------------------------------------------- \| ------------------------------------------------------------------------------- \| \| 1955 \| ф \| Неоконченная повесть \| эпизод \| \| 1955 \| ф \| Таланты и поклонники \| эпизод \| \| 1957 \| ф \| Бессмертная песня \| гимназистка \| \| 1958 \| ф \| Город зажигает огни \| Зина Пичикова \| \| 1959 \| ф \| Повесть о молодожёнах \| Галя, подруга Шуры \| \| 1961 \| ф \| Полосатый рейс \| буфетчица \| \| 1964 \| кор \| Фро \| Наташа Букова \| \| 1965 \| ф \| Первый посетитель \| Таня \| \| 1965 \| ф \| Похождения зубного врача \| Маша \| \| 1968 \| ф \| Город и песня \| певица \| \| 1968 \| ф \| Любить… \| Аня, кондуктор \| \| 1969 \| тф \| Вальс \| Маруся \| \| 1969 \| тф \| Вчера, сегодня и всегда (новелла «Необыкновенный суд») \| жена подсудимого \| \| 1969 \| тф \| Три рассказа И. Бунина (новелла «Мадрид») \| Поля \| \| 1969 \| ф \| Семейное счастье (новелла «От нечего делать») \| Анна Семёновна Капитонова \| \| 1970 \| ф \| Тайна железной двери \| Люся Рыжкова, мать Толика \| \| 1972 \| мтф \| Моя жизнь \| Клеопатра Полознева \| \| 1973 \| ф \| Исполняющий обязанности \| Евгения Синеграч \| \| 1973 \| ф \| Мелодии Верийского квартала \| Алиса Аквамаринская \| \| 1974 \| ф \| Анна и Командор \| Анна \| \| 1974 \| тф \| Соломенная шляпка \| баронесса де Шампиньи \| \| 1975 \| ф \| Агония \| Анна Александровна Вырубова, ближайшая подруга императрицы Александры Федоровны \| \| 1976 \| ф \| Всегда со мною… \| Таня Ильина \| \| 1976 \| ф \| Принцесса на горошине \| королева-мать \| \| 1977 \| ф \| Служебный роман \| Людмила Прокофьевна Калугина \| \| 1978 \| мтф \| Д’Артаньян и три мушкетёра \| королева Анна Австрийская \| \| 1978 \| ф \| Старомодная комедия \| Лидия Васильевна Жербер \| \| 1979 \| ф \| Сталкер \| жена Сталкера \| \| 1980 \| ф \| Сергей Иванович уходит на пенсию \| Наташа \| \| 1980 \| тф \| Три года \| Полина Рассудина, учительница музыки \| \| 1981 \| тф \| Опасный возраст \| Лилия Ивановна Родимцева \| \| 1981 \| тф \| Спасибо за нелётную погоду \| исполнение песни «У природы нет плохой погоды» \| \| 1981 \| тф \| Два голоса (новелла «Идеалистка») \| Екатерина \| \| 1983 \| ф \| Клетка для канареек \| мать Олеси \| \| 1984 \| тф \| Вместе с Дунаевским \| исполнение песен «Песенка о капитане», «Журчат ручьи», «Московские окна» \| \| 1984 \| ф \| Жестокий романс \| Харита Игнатьевна Огудалова \| \| 1984 \| ф \| Успех \| Зинаида Николаевна Арсеньева \| \| 1985 \| ф \| Простая смерть \| Прасковья Фёдоровна \| \| 1986 \| ф \| Прости \| Елизавета Андреевна \| \| 1986 \| тф \| Тайна Снежной королевы \| Снежная Королева \| \| 1987 \| тф \| Чехарда \| Маргарита Васильевна Кудрявцева \| \| 1988 \| тф \| Будни и праздники Серафимы Глюкиной \| Серафима Глюкина \| \| 1992 \| мтф \| Мушкетёры двадцать лет спустя \| королева Анна Австрийская \| \| 1993 \| тф \| Тайна королевы Анны, или Мушкетёры тридцать лет спустя \| королева Анна Австрийская \| \| 1994 \| ф \| Подмосковные вечера \| Ирина Дмитриевна \| \| 1994 \| ф \| Охота \| Марья Игнатьевна Щепина \| \| 2003—2006 \| с \| Женская логика \| Ольга Петровна Туманова \| \| 2004 \| ф \| На Верхней Масловке \| Анна Борисовна \| \| 2008 \| мтф \| Васильевский остров \| Анна Игнатьевна \| \| 2008 \| мтф \| Марево \| Пульхерия Ивановна Товстогубиха \| \| 2008 \| ф \| Полторы комнаты, или Сентиментальное путешествие на родину \| мать Бродского \| \| 2009 \| ф \| Возвращение мушкетёров \| королева Анна Австрийская \| \| 2014 \| с \| Бульварное кольцо \| Эсфирь Михайловна Шапиро \| \| 2014 \| мтф \| Линия Марты \| Марья Михайловна \| \| 2017 \| ф \| Большой \| Галина Михайловна Белецкая, наставница Юли \| \| 2017 \| ф \| Карп отмороженный \| Людмила Борисовна \| \| 2022 \| ф \| Родители строгого режима \| Вера Николаевна Литвина, мать Бориса \| |     |                                                            |                                                                                 |
| Год |     | Название                                                   | Роль                                                                            |
| 1955 | ф   | Неоконченная повесть                                       | эпизод                                                                          |
| 1955 | ф   | Таланты и поклонники                                       | эпизод                                                                          |
| 1957 | ф   | Бессмертная песня                                          | гимназистка                                                                     |
| 1958 | ф   | Город зажигает огни                                        | Зина Пичикова                                                                   |
| 1959 | ф   | Повесть о молодожёнах                                      | Галя, подруга Шуры                                                              |
| 1961 | ф   | Полосатый рейс                                             | буфетчица                                                                       |
| 1964 | кор | Фро                                                        | Наташа Букова                                                                   |
| 1965 | ф   | Первый посетитель                                          | Таня                                                                            |
| 1965 | ф   | Похождения зубного врача                                   | Маша                                                                            |
| 1968 | ф   | Город и песня                                              | певица                                                                          |
| 1968 | ф   | Любить…                                                    | Аня, кондуктор                                                                  |
| 1969 | тф  | Вальс                                                      | Маруся                                                                          |
| 1969 | тф  | Вчера, сегодня и всегда (новелла «Необыкновенный суд»)     | жена подсудимого                                                                |
| 1969 | тф  | Три рассказа И. Бунина (новелла «Мадрид»)                  | Поля                                                                            |
| 1969 | ф   | Семейное счастье (новелла «От нечего делать»)              | Анна Семёновна Капитонова                                                       |
| 1970 | ф   | Тайна железной двери                                       | Люся Рыжкова, мать Толика                                                       |
| 1972 | мтф | Моя жизнь                                                  | Клеопатра Полознева                                                             |
| 1973 | ф   | Исполняющий обязанности                                    | Евгения Синеграч                                                                |
| 1973 | ф   | Мелодии Верийского квартала                                | Алиса Аквамаринская                                                             |
| 1974 | ф   | Анна и Командор                                            | Анна                                                                            |
| 1974 | тф  | Соломенная шляпка                                          | баронесса де Шампиньи                                                           |
| 1975 | ф   | Агония                                                     | Анна Александровна Вырубова, ближайшая подруга императрицы Александры Федоровны |
| 1976 | ф   | Всегда со мною…                                            | Таня Ильина                                                                     |
| 1976 | ф   | Принцесса на горошине                                      | королева-мать                                                                   |
| 1977 | ф   | Служебный роман                                            | Людмила Прокофьевна Калугина                                                    |
| 1978 | мтф | Д’Артаньян и три мушкетёра                                 | королева Анна Австрийская                                                       |
| 1978 | ф   | Старомодная комедия                                        | Лидия Васильевна Жербер                                                         |
| 1979 | ф   | Сталкер                                                    | жена Сталкера                                                                   |
| 1980 | ф   | Сергей Иванович уходит на пенсию                           | Наташа                                                                          |
| 1980 | тф  | Три года                                                   | Полина Рассудина, учительница музыки                                            |
| 1981 | тф  | Опасный возраст                                            | Лилия Ивановна Родимцева                                                        |
| 1981 | тф  | Спасибо за нелётную погоду                                 | исполнение песни «У природы нет плохой погоды»                                  |
| 1981 | тф  | Два голоса (новелла «Идеалистка»)                          | Екатерина                                                                       |
| 1983 | ф   | Клетка для канареек                                        | мать Олеси                                                                      |
| 1984 | тф  | Вместе с Дунаевским                                        | исполнение песен «Песенка о капитане», «Журчат ручьи», «Московские окна»        |
| 1984 | ф   | Жестокий романс                                            | Харита Игнатьевна Огудалова                                                     |
| 1984 | ф   | Успех                                                      | Зинаида Николаевна Арсеньева                                                    |
| 1985 | ф   | Простая смерть                                             | Прасковья Фёдоровна                                                             |
| 1986 | ф   | Прости                                                     | Елизавета Андреевна                                                             |
| 1986 | тф  | Тайна Снежной королевы                                     | Снежная Королева                                                                |
| 1987 | тф  | Чехарда                                                    | Маргарита Васильевна Кудрявцева                                                 |
| 1988 | тф  | Будни и праздники Серафимы Глюкиной                        | Серафима Глюкина                                                                |
| 1992 | мтф | Мушкетёры двадцать лет спустя                              | королева Анна Австрийская                                                       |
| 1993 | тф  | Тайна королевы Анны, или Мушкетёры тридцать лет спустя     | королева Анна Австрийская                                                       |
| 1994 | ф   | Подмосковные вечера                                        | Ирина Дмитриевна                                                                |
| 1994 | ф   | Охота                                                      | Марья Игнатьевна Щепина                                                         |
| 2003—2006 | с   | Женская логика                                             | Ольга Петровна Туманова                                                         |
| 2004 | ф   | На Верхней Масловке                                        | Анна Борисовна                                                                  |
| 2008 | мтф | Васильевский остров                                        | Анна Игнатьевна                                                                 |
| 2008 | мтф | Марево                                                     | Пульхерия Ивановна Товстогубиха                                                 |
| 2008 | ф   | Полторы комнаты, или Сентиментальное путешествие на родину | мать Бродского                                                                  |
| 2009 | ф   | Возвращение мушкетёров                                     | королева Анна Австрийская                                                       |
| 2014 | с   | Бульварное кольцо                                          | Эсфирь Михайловна Шапиро                                                        |
| 2014 | мтф | Линия Марты                                                | Марья Михайловна                                                                |
| 2017 | ф   | Большой                                                    | Галина Михайловна Белецкая, наставница Юли                                      |
| 2017 | ф   | Карп отмороженный                                          | Людмила Борисовна                                                               |
| 2022 | ф   | Родители строгого режима                                   | Вера Николаевна Литвина, мать Бориса                                            |

### Телеспектакли
| Год  |    | Название                            | Роль                                                                                           |
| ---- | -- | ----------------------------------- | ---------------------------------------------------------------------------------------------- |
| 1961 | тф | Жанна плачет, Жан смеётся           | Имя персонажа не указано                                                                       |
| 1963 | тф | Ася                                 | Имя персонажа не указано                                                                       |
| 1964 | тф | Мильон терзаний                     | Имя персонажа не указано                                                                       |
| 1966 | тф | 12 стульев                          | Эллочка-Людоедка                                                                               |
| 1968 | тф | Тёмные аллеи                        | Имя персонажа не указано                                                                       |
| 1973 | тф | Укрощение строптивой                | Катарина                                                                                       |
| 1975 | тф | Ковалёва из провинции               | Елена Михайловна Ковалёва                                                                      |
| 1975 | тф | Необыкновенное воскресенье          | Малыш (в сценах из спектакля театра имени Ленсовета «Малыш и Карлсон, который живёт на крыше») |
| 1976 | тф | Пансионат на Страндвеген            | Мария Йенсен                                                                                   |
| 1979 | тф | Люди и страсти                      | Мария-Антуанетта/ старушка/ Елизавета Английская/ Акоста / 1-й певец                           |
| 1983 | тф | Пятый десяток                       | Екатерина Александровна Ёлочкина                                                               |
| 1986 | тф | БДТ тридцать лет спустя             | Женет Фишер (сцена из спектакля «Последний пылкий влюблённый»)                                 |
| 1989 | тф | Последний пылкий влюблённый         | Элейн Мацони\ Бобби Митчел\ Женет Фишер                                                        |
| 2004 | тф | Оскар и Розовая Дама                | главная роль                                                                                   |
| 2007 | тф | Двенадцатая ночь, или Как пожелаете | Фесте                                                                                          |
| 2007 | тф | Калифорнийская сюита                | Ханна Уоррен/ Диана Николс/ Милли Майклз                                                       |
| 2011 | тф | Дядюшкин сон                        | Марья Александровна Москалёва                                                                  |

### Озвучивание
| Год  |    | Название       | Роль                                       |
| ---- | -- | -------------- | ------------------------------------------ |
| 1957 | ф  | Годы любви     | Росица (роль Р. Симеоновой)                |
| 1966 | ф  | Три толстяка   | Суок (некоторые эпизоды, роль Л. Бракните) |
| 1969 | мф | Великие холода | все роли                                   |
| 1978 | ф  | Комедия ошибок | Лиз (роль С. Чиаурели)                     |

### Вокал
| Год  |     | Название                  | Роль |
| ---- | --- | ------------------------- | --- |
| 1965 | ф   | Похождения зубного врача  | Маша / исполнение песен «Автодорожная» (муз. и сл. Ю. Кима), «Песенка о хорошем настроении» (муз. и сл. Ю. Кима), «Песня о Луне» (муз. Ю. Кима, сл. Н. Матвеевой и Ю. Кима) |
| 1967 | ф   | Его звали Роберт          | исполнение песни «Кто сказал, что дважды два четыре» (муз. А. Петрова, сл. Л. Куклина)                                                                                      |
| 1975 | мф  | Поезд памяти              | исполнение песен (муз. Г. Гладкова, сл. П. Неруды, пер. С. Кирсанова) |
| 1976 | мф  | Голубой щенок             | Щенок / исполнение «Песенки Голубого щенка» (муз. Г. Гладкова, сл. Ю. Энтина)                                                                                               |
| 1977 | ф   | Служебный роман           | исполнение песен на стихи Р. Бёрнса (пер. C. Маршака) и Э. Рязанова (муз. А. Петрова)                                                                                       |
| 1978 | кор | Младший научный сотрудник | исполнение песни за кадром на стихи А. Блока «И вновь — порывы юных лет…» (муз. А. Гагулашвили)                                                                             |
| 1978 | ф   | Старомодная комедия       | исполнение «Песенки о цирке» (муз. М. Таривердиева, сл. Б. Ахмадулиной) |
| 1980 | мф  | Разлучённые               | исполнение песни (муз. Г. Гладкова, сл. Д. Самойлова) |

### Участие в фильмах (архивные кадры, документальные)
- 1963 — В ответ на ваше письмо (документальный)
- 1971 — Любимая роль (документальный)
- 1973 — Алиса Фрейндлих. Избранное (документальный)
- 1977 — Любите ли вы театр? (документальный)
- 1979 — Алиса Фрейндлих (документальный)
- 1980 — Я помню чудное мгновенье (документальный)
- 1988 — Геннадий Гладков (документальный)
- 1988 — Жить, думать, чувствовать, любить… (документальный)
- 1991 — Андрей (документальный)
- 1991 — Необъятный Рязанов (документальный)
- 1997 — Игорь Озеров (из цикла телепрограмм канала «ОРТ» «Чтобы помнили») (документальный)
- 2002 — Леонид Дьячков (из цикла телепрограмм канала «ОРТ» «Чтобы помнили») (документальный)
- 2004 — «Неслужебный роман Алисы Фрейндлих» («Первый канал»)[92]
- 2004 — «Алиса Фрейндлих. „Не такая как все“» («Первый канал»)[93]
- 2005 — В моей душе запечатлён… (документальный)
- 2006 — Александр Володин. Печальный марафон (из культурно-просветительского проекта телеканала «Культура» «Больше, чем любовь»)
- 2007 — Ледовый плен Тамары Москвиной (документальный)
- 2007 — Свет в павильоне (документальный)
- 2008 — Служебный роман (из цикла телепередач канала «СТБ»)
- 2009 — Гусарская баллада (из цикла телепередач канала «СТБ»)
- 2009 — Триумф смешной девчонки. Алиса Фрейндлих (документальный)
- 2010 — Андрей Петров. Гений музыки для всех (документальный)
- 2013 — Вадим Фиссон. Человек с неограниченными возможностями (документальный)
- 2013 — Другой Андрей Мягков (документальный)
- 2014 — Алиса Фрейндлих. Нет объяснения у чуда (документальный)
- 2019 — «Алиса Фрейндлих. „Актриса, у которой нет слабых мест“» («Мир»)[94]
- 2019 — «Алиса Фрейндлих. „Алиса в стране лицедеев“» («Первый канал»)[95][96]

## Дискография
Абсолютная музыкальность, безупречный слух, а главное, чувство стиля произведения, верность авторскому замыслу, замыслу режиссёра и, наконец, точное соответствие исполнения песни исполнению всей роли — вот что характерно для народной артистки РСФСР, лауреата Государственной премии Алисы Бруновны Фрейндлих.
Александр Белинский
Эстрадной певицы из меня не получилось бы при всём моём желании. Нет данных. Я драматическая актриса, которая очень любит петь. И танцевать.
Алиса Фрейндлих
| «Поёт Алиса Фрейндлих» | «Поёт Алиса Фрейндлих»                                                         |
| --- | ------------------------------------------------------------------------------ |
| Высшие позиции в чартах: н/д — ЗД СССР (общий тираж — не менее 218 440 проданных экземпляров); · В мире (приблизительно): 270-е место (годовые чарты за 1979 год), 1928-е место (чарты десятилетия 1970-х). |                                                                                |
| Список композиций 1. В моей душе покоя нет (из к/ф «Служебный роман») (совместно с ВИА «Солнце») 2. У природы нет плохой погоды (из к/ф «Служебный роман») (совместно с ВИА «Солнце») 3. Песня Гелены (из спектакля «Варшавская мелодия» по пьесе Л. Зорина, Театр им. Ленсовета, 1967) (совместно с ИА п/у С. Горковенко) 4. Посвящение (из спектакля «Люди и страсти», Театр им. Ленсовета, 1974) (совместно с ИА п/у С. Горковенко) 5. Вопросы (из спектакля «Люди и страсти») (совместно с ИА п/у С. Горковенко) 6. Она угасла (из спектакля «Люди и страсти») (совместно с ИА п/у С. Горковенко) 7. Молитва Марты (из спектакля «Интервью в Буэнос-Айресе» по пьесе Г. Боровика, Театр им. Ленсовета, 1976) (совместно с ИА п/у С. Горковенко) 8. Сентиментальный романс (Муз. А. Петров. Сл. Э. Рязанов) (совместно с Семёном Добровым) | Данные - Выпущен: 1979 - Лейбл: Мелодия - Формат: LP - Время звучания: 22 мин. |

- 1985 — «Алиса Фрейндлих. Выдающиеся мастера ленинградской сцены» (LP, 39 мин, читает А. Фрейндлих)[106]
- 1996 — «Щелкунчик и Мышиный король» на темы Э. Гофмана и П. И. Чайковского (CD, 71 мин, читает А. Фрейндлих)
- 1995 — «Маленький принц» А. де Сент-Экзюпери, (CD, 76 мин, читает А. Фрейндлих)
- 1995 — «У Лукоморья» А. С. Пушкин, (CD , читает А. Фрейндлих)
- 2006 — «Алиса Фрейндлих. Избранное» — фирма «Квадро-Диск»

| «Песни для театра и кино» | «Песни для театра и кино»                                                          |
| --- | ---------------------------------------------------------------------------------- |
| Высшие позиции в чартах: н/д — Россия |                                                                                    |
| Список композиций 1. В моей душе покоя нет (из к/ф «Служебный роман») 2. У природы нет плохой погоды (из к/ф «Служебный роман») 3. Посвящение (из спектакля «Люди и страсти») 4. Вопросы (из спектакля «Люди и страсти») 5. Она угасла (из спектакля «Люди и страсти») 6. Молитва Марты (из спектакля «Интервью в Буэнос-Айресе») 7. Слова (из спектакля «Интервью в Буэнос-Айресе») 8. Позвольте мне (из спектакля «Интервью в Буэнос-Айресе») 9. Крик (из спектакля «Интервью в Буэнос-Айресе») 10. Утро (из спектакля «Интервью в Буэнос-Айресе») 11. Сентиментальный романс 12. Дон Кихот (из спектакля «Дульсинея Тобосская») 13. Дуэт королевы и Бэкингема (из к/ф «Д’Артаньян и три мушкетёра») 14. Дуэт кардинала и королевы (из к/ф «Д’Артаньян и три мушкетёра») 15. Отчаяние королевы (из к/ф «Д’Артаньян и три мушкетёра») 16. Триумф королевы (из к/ф «Д’Артаньян и три мушкетёра») 17. Не отнимайте у женщины сигареты (из т/ф «Десять раз о любви») 18. Река любви (из спектакля «Эльдорадо») 19. Песня о хорошем настроении (из к/ф «Похождения зубного врача») 20. Автодорожная (из к/ф «Похождения зубного врача») 21. Песня о луне (из к/ф «Похождения зубного врача») | Данные - Выпущен: 2020 - Лейбл: Балт-Мьюзик - Формат: ЦД - Время звучания: 55 мин. |

## Публикации
- Белинский А. А. На одном дыхании… : [Алиса Фрейндлих] // Мой любимый актёр : Писатели, режиссёры, публицисты об актёрах кино : [сб.] / сост. Л. И. Касьянова. — М. : Искусство, 1988. — С. 51—62.
- Калмановский Е. С. Алиса Фрейндлих. — Л. : Искусство, 1989. — 224 с. — ISBN 5-210-00428-7.
- Львов В. Школа Бориса Зона : Уроки актёрского мастерства и режиссуры. — 2011.